# 西藏拟蚤
西藏拟蚤（学名：Daphniopsis tibetana）为溞科拟蚤属的动物。分布于印度、俄罗斯以及中国大陆的青海、西藏等地，嗜寒性，多生活于高原的贫营养型湖泊中、沿岸区，也常出现于敞水区的上层以及咸淡水中。